# 149 (tal)
149 är det naturliga talet som följer 148 och som följs av 150.

## Inom vetenskapen
- 149 Medusa, en asteroid

## Inom matematiken
- 149 är ett udda tal
- 149 är det 35:e primtalet
- 149 är ett latmirp
- 149 är primtalstvilling med 151
- 149 är ett Tribonaccital